# Rivière Perdue
Rivière Perdue är ett vattendrag i Kanada.   Det ligger i provinsen Québec, i den östra delen av landet, 700 km norr om huvudstaden Ottawa.
Omgivningarna runt Rivière Perdue är i huvudsak ett öppet busklandskap. Trakten runt Rivière Perdue är nära nog obefolkad, med mindre än två invånare per kvadratkilometer.